# Белый остров (мемориал)
Мемориал «Бе́лый о́стров» — утраченный памятник в составе «Зелёного пояса Славы», в месте развилки Приморского шоссе (на 39 км) и Зеленогорского шоссе, за Ржавой Канавой, если ехать от Санкт-Петербурга. Находился на территории нынешнего муниципального образования «Сестрорецк» Курортного района Санкт-Петербурга.

## История
В конце августа 1941 года на рубеже Ржавой канавы оперативной группой Осовского Анатолия Ивановича была остановлена финская армия. В сентябре для отвлечения наступления на Белоостров в этом месте была предпринята попытка контрнаступления силами 120 истребительного батальона под командованием Тихона Фёдоровича Побивайло и комиссара Николая Николаевича Дружинина. Задача была выполнена ценой больших потерь — Белоостров в начале сентября был освобождён. Линия фронта стабилизировалась до 1944 года.

Комиссар 120-го истребительного батальона Дружинин Н. Н. провоевал всю войну и в звании майора в 1946 году демобилизовался. После войны работал в Зеленогорске в санатории «Железнодорожник», начальником РЖУ, депутат Зеленогорска, инструктор РК КПСС. Дружинин Николай Николаевич — некролог 1969 год: коммунист с 1925 года, директор совхоза на Карельском перешейке, летом 1941 года комиссар сводного 120 батальона, зам командира полка танковой бригады, после войны на восстановлении народного хозяйства, с 1958 года методист общества Знание, секретарь парткома Зеленогорского Горсовета

120-й истребительный батальон сформирован из добровольцев городов Выборга и Сестрорецка вместе с населенных пунктов Терийоки и Райвола — 500 бойцов командир батальона т. Побивайло Тихон, Анатолий Иванович Осовский (орден Красной Звезды) погиб до 1945 г., Мурашова Ольга Андреевна орден Красной Звезды, Гультяева, Ольга Мельникова (санинструкторы), Виктор Васильевич Зимин, Шура и Зоя Ивановы (разведчицы — миномётчицы), командир взвода снайпер Богданов Егор Ильич и др. Секретарь партийной организации Сидоров В. И. В августе 1941 года секретарём партийной организации РК Сестрорецк был т. Баранов.

## Мемориал
Мемориал был воздвигнут в 1960-х годах. Он включал в себя памятники «Белый остров», «Сестра» и берёзовую аллею между ними по которой проходила линия обороны советских войск. В дальнейшем мемориал и его памятники вошли в состав «Зеленого пояса Славы».
Памятник «Белый остров» представлял собой прямоугольную гранитную стелу, установленную на постаменте в виде круглого земляного холма высотой около трех метров, обрамлённого по низу противотанковыми треугольными надолбами, которые в настоящее время в большом количестве находятся на старой выборгской дороге, проходившей по берегу Сестрорецкого Разлива. Авторы монумента — М. Е. Колосовский и Л. М. Берлинерблау (архитекторы института «Ленгипрогор»), Г. А. Пейсис (главный художник Ленинградского отделения Художественного фонда РСФСР)
Надпись на памятнике гласила:

    В ГОДЫ Великой Отечественной войны
 
     1941—1945 гг. 

     ЗДЕСЬ ПРОХОДИЛ ПЕРЕДНИЙ КРАЙ 

     ОБОРОНЫ ЛЕНИНГРАДА

В приложении к постановлению совета министров РСФСР от 30 августа 1960 г. № 1327 «О дальнейшем улучшении дела охраны памятников культуры в РСФСР» (с изменениями и дополнениями вплоть до 1980-го года) среди памятников, «подлежащих охране как памятники государственного значения» в комплексе «Ансамбль „Зеленый пояс Славы Ленинграда“» значатся оба памятника:

памятник «Белый остров»

памятник «Сестра»

Здесь, у памятника «Белый остров» регулярно проходили парады юнармейцев, военно-спортивные игры «Зарница». 8 мая 1969 года у мемориала в присутствии ветеранов войны из 317-й полка и морского батальона, воевавших на рубеже Белоостров — Сестрорецк, и Героев Советского Союза Т. А. Почтарёва и А. В. Яковлева состоялся приём в пионеры.
В 1974 году была построена новая трасса Приморского шоссе. Здесь, на пересечении с Зеленогорским шоссе, устроили одноуровневую развязку. Она обогнула мемориал, что видно на спутниковом снимке 1980 года. Несмотря на то что памятник был сохранен, на основании письма главного архитектурно-планировочного управления от 26 августа 1976 года было рекомендовано исключить этот мемориал из-под государственной охраны. Это было сделано впоследствии. Когда точно памятник был снесен, неизвестно. Сейчас на его месте — в 80 метрах северо-восточнее АЗС «Лукойл» (39-й км Приморского шоссе, 1, литера А) — находится газон с небольшим возвышением, березовая посадка сохраняется.
Идея восстановления памятникам властями не рассматривается.